# آسيا زهير
آسيا زهير (ولدت في 29 أبريل 1991) هي لاعبة كرة قدم مغربية، تلعب في مركز الحراسة في نادي شباب المحمدية والمنتخب النسوي.

## مسارها مع النادي
بدات آسيا زهير مسيرتها الكروية مع فريق الجيش الملكي ، ثم لعبت ثلاثة مواسم مع نادي شباب اطلس خنيفرة
لعبت آسيا زهير على التوالي مع نادي الوداد ثم نادي الرجاء و نادي العيون
كانت لحارسة المرمى آسيا زهير تجربة قصيرة في تركيا مع نادي كوناك بيليديسبور.
تعود آسيا زهير إلى شباب أطلس خنيفرة و تتمكن مع فريقها إلى الوصول الى نهائي كأس العرش في 2019 ، بعد ذلك ستنضم إلى نادي شباب المحمدية في صيف 2021 .

## مسار دولي
آسيا زهير هي حارسة المرمى الاحتياطية لخديجة الرميشي
تمكنت آسيا زهير و بمساعدة المدرب كريم بن شريفة من المشاركة في شهر غشت 2018 في المسابقة الدولية "كوتيف" ببلدية الكودية

### كاس افريقيا للامم 2022
كانت آسيا زهير تتواجد ضمن قائمة 26 لاعبة اللاتي تم استدعاؤهن من طرف المدرب رينالد بيدروس لتمثيل المنتخب المغربي في كأس إفريقيا للأمم 2022.
لم تلعب آسيا زهير اية مباراة في كاس افريقيا و لكنها عاشت مع المنتخب المغربي لحظات التاهل الى كاس العالم 2023.
استدعى المدرب بيدرو آسيا زهير في نونبر 2022 للمشاركة في مباراتين وديتين ضد أيرلندا في ماربيا.

## الإنجازات
المغرب
- كأس أفريقيا للسيدات الوصيف : 2022
- دورة اتحاد شمال أفريقيا (1) : 2020
- بطولة مالطا الدولية (1) : 2022